# Černovice (okres Chomutov)
Černovice (německy Tschernowitz) jsou obec, která se nachází v okrese Chomutov v Ústeckém kraji. Žije zde 682 obyvatel. Obcí vede silnice I. třídy I/13 a protéká jí Podkrušnohorský přivaděč, kterým se přivádí část vody z Ohře do řeky Bíliny. V blízkosti středu obce prochází dálková železniční trať 140 z Karlových Varů do Chomutova, na níž však nikdy nebyla v blízkosti Černovic zastávka. Stanice Černovice u Chomutova se nachází na trati 137 z Chomutova do Vejprt, na níž je od prosince 2014 provoz omezen pouze na dva páry vlaků o víkendech v letní sezóně.
Na vrcholu blízkého kopce Hradiště severozápadně od obce se nachází přírodní památka Hradiště u Černovic. V lese východně od obce je vyhlášena přírodní památka Černovice, kde se chrání přirozený biotop roháče obecného.

## Název
Název vesnice je odvozen z osobního jména Černa ve významu ves lidí Černových. V historických listinách se jméno vyskytuje ve tvarech: Schirnowitz (1281), Zschirniwitz (1497), Cziernowicz (1587), Cziernowicze (1606), Czirnowiczy (1623), Cžernowicze (1787) nebo Tschernowitz (1846). Jiný výklad odvozuje historický zápis Schirnowitz ze jména Žernovice ve významu ves kameníků, kteří vyrábějí žernovy.

## Historie
První písemná zmínka o vesnici pochází z roku 1281, kdy pravděpodobně patřila chomutovskému Řádu německých rytířů. Součástí chomutovského panství byla i v roce 1488, kdy Beneš z Veitmile († 1496) vypořádal finanční nároky řádu, a získal tak panství do svého majetku. Z doby pánů z Veitmile se dochovaly opisy listin se záznamy práv a povinností černovických obyvatel.
Později Černovice získali Štampachové ze Štampachu a připojili je ke svému ahníkovskému panství, o které však přišli během pobělohorských konfiskací. Zabavené panství od královské komory koupil v roce 1623 Jaroslav Bořita z Martinic. Když panství v roce 1791 zdědila hraběnka Marie Anna z Althanu, byl sestaven jeho inventář, který v Černovicích uvádí čtyři sedláky s potahem, deset sedláků s polovičním potahem, dvacet pět sedláků bez potahu a devatenáct domkářů. Obsahoval také soupis robotních povinností (místní museli ročně odpracovat 2 184 dní s potahem, 2 200 dní ruční práce v létě a 1 091 dní v zimě) a finanční náhrady ve výši přes 681 zlatých, kterou museli černovičtí zaplatit vrchnosti, aby nemuseli robotovat. Ve stejném roce byla otevřena otevřena první škola. Dalšími majiteli panství se od roku 1810 stali pánové z Firmian a v roce 1848 hrabě Karel z Wolkensteinu.

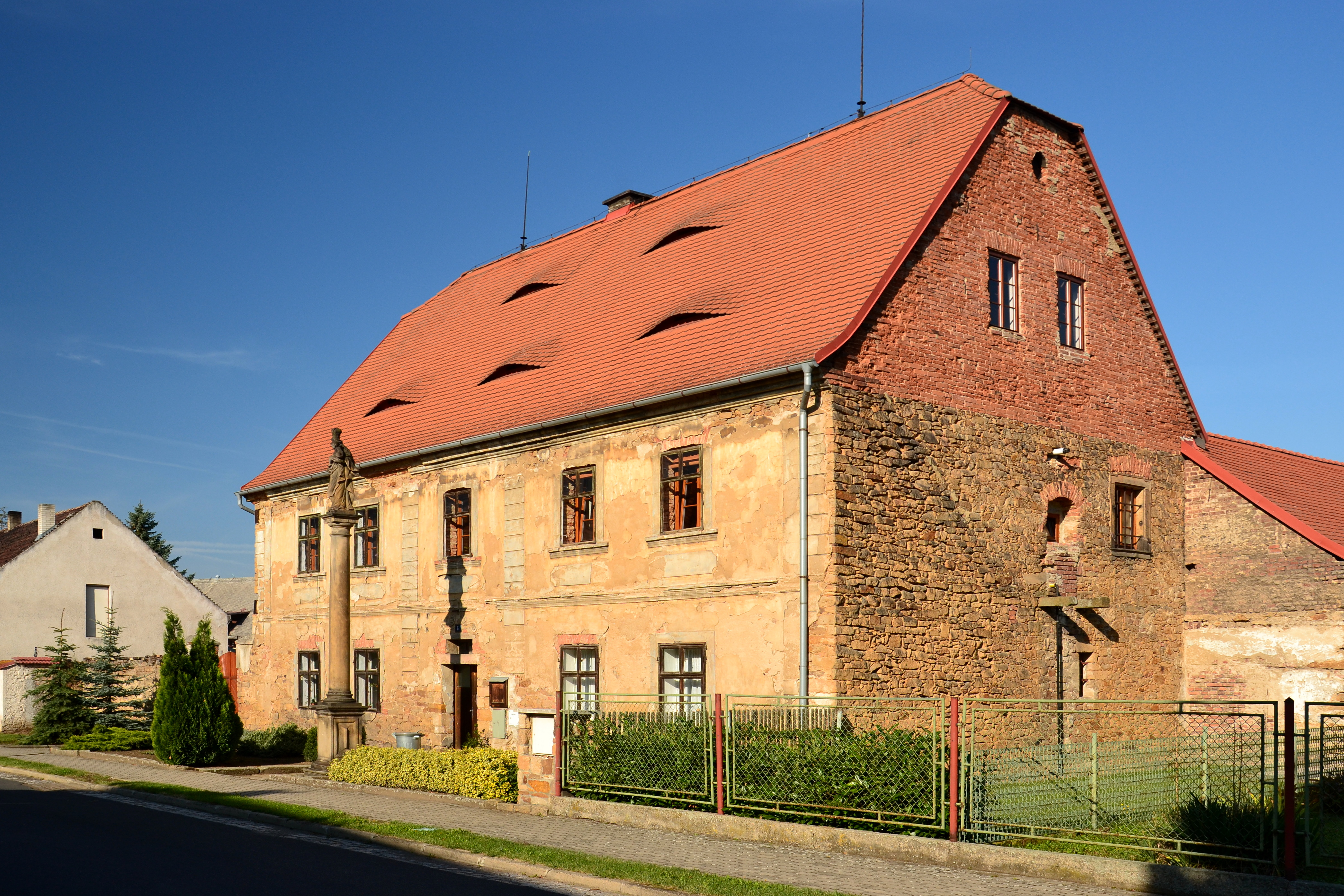
Dům čp. 5 z poloviny 17. století

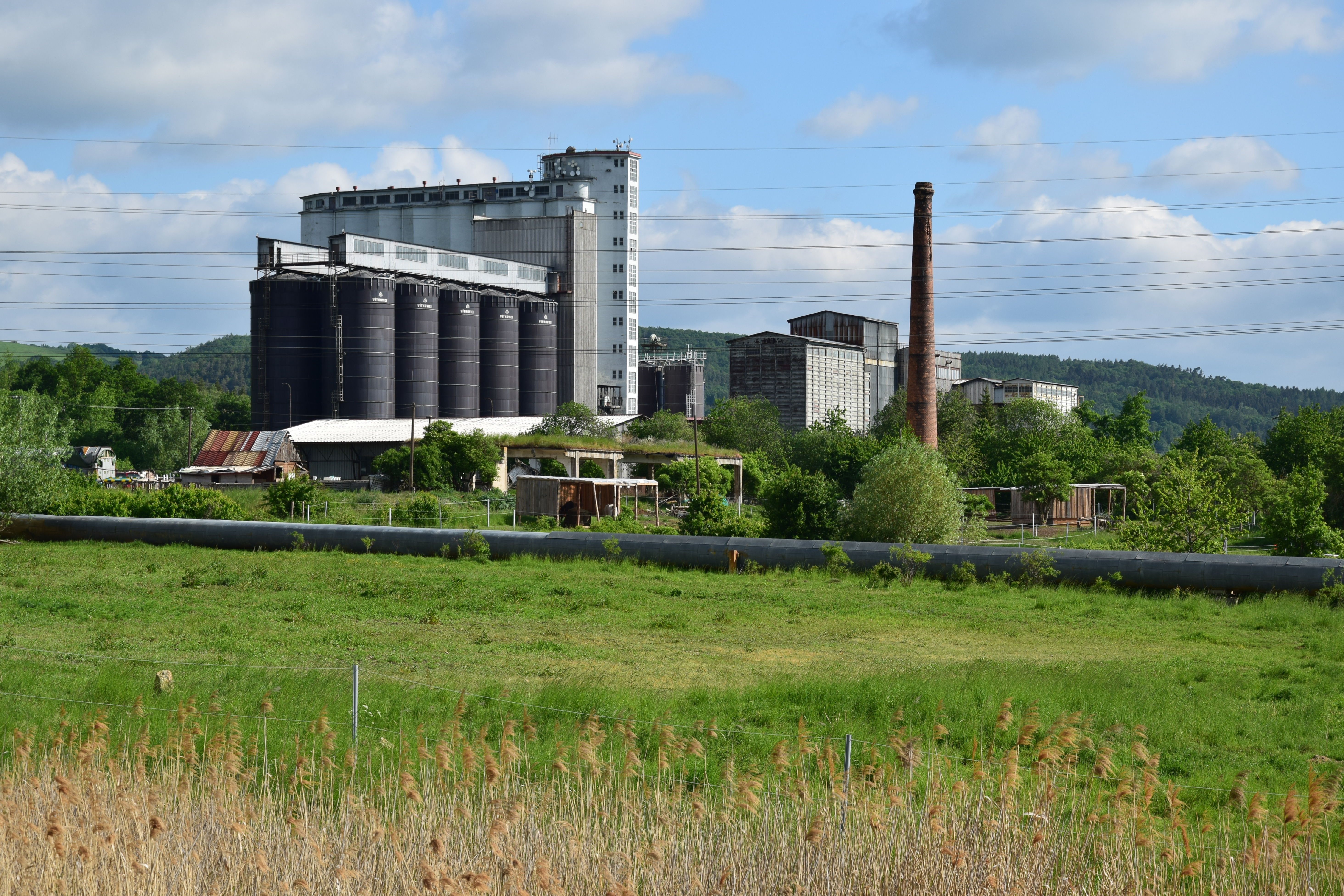
Obilné silo

Na svazích vrchu Hradiště nacházely pískovcové a křemencové lomy, jejichž kámen se používal při stavbě chomutovských kostelů ale i dalších staveb v širším okolí. Největšího rozmachu dosáhlo zpracování kamene mezi lety 1680 až 1720, ale zaniklo až koncem 19. století. Kromě toho od 16. století do roku 1895 ve vsi fungoval hamr. V 70. letech 19. století u Černovic vznikl malý hnědouhelný důl Karla von Mayera. Uzavřen byl již v dalším desetiletí. V první polovině 20. století se také těžily kaolinizované jíly, ze kterých se v cihelně až do jejího požáru v roce 1951 vyrábělo žáruvzdorné šamotové zboží.
Koncem 19. století měřilo černovické území necelých 607 ha (337 ha orné půdy, 30 ha zahrad, 19 ha luk, 38 ha pastvin a 23 ha nevyužitelné půdy). Většina z 553 obyvatel pracovala v zemědělství, ale byli tu také tři kupci, čtyři hostince, jeden výčep, dva obuvníci, jeden pekař, kovář, řezník, krejčí a truhlář. Část obyvatel pracovala na železnici.
V roce 1950 v Černovicích vzniklo jednotné zemědělské družstvo, které se později sloučilo s družstvem ve Spořicích a společně se staly součástí údlického JZD Vpřed. Na počátku 60. let 20. století byl rekonstruován starý dřevěný vodovod z 19. století a v roce 1967 založen Zemědělský nákupní a zásobovací závod. Místní kino bylo v 70. letech přestavěno na kinokavárnu, ale postupně byl omezován provoz původně pětitřídní školy, až byla v roce 1976 zcela zrušena.
Do urbanismu vesnice zasáhl postup těžby hnědého uhlí v Lomu Nástup, kvůli kterému musela být přeložena železniční trať z Chomutova do Karlových Varů a také silnice I/13. Při budování jejich náhrad byla zbořena řada zemědělských usedlostí a církevních staveb.

## Přírodní poměry

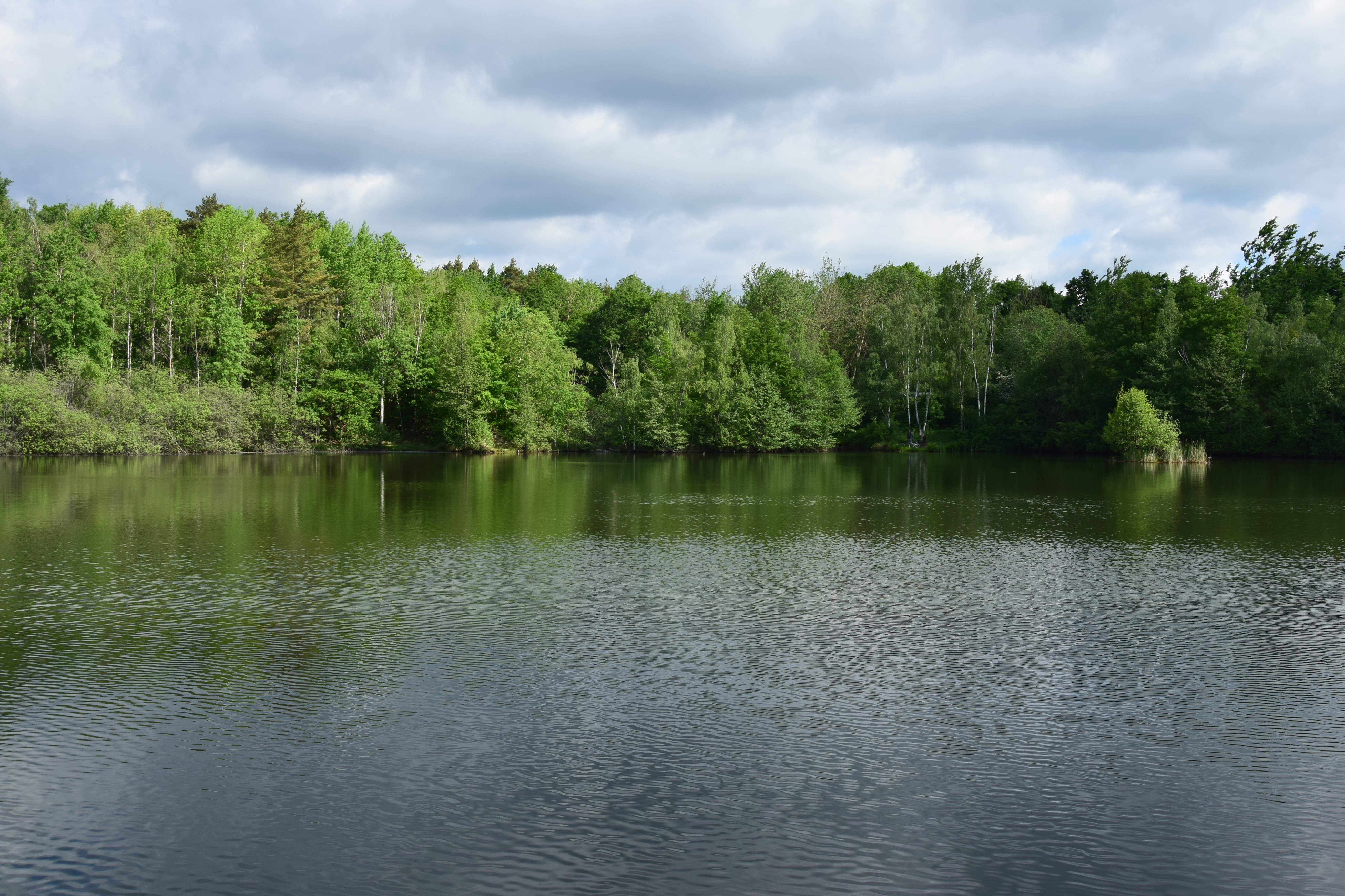
Zatopený hliník (též rybník Dřevák) u obilného sila

Při revizním výzkumu výskytu halofilních rostlin na Chomutovsku byla v roce 2018 v mokřadu na okraji Lomu Nástup asi 260 metrů jihozápadně od vesnice nalezena populace ostřice černoklasé. Další slanomilnou rostlinou nalezenou u Černovic je jitrocel přímořský brvitý, který rostl u zatopených hlinišť u obilního sila.

## Obyvatelstvo
Při sčítání lidu v roce 1921 zde žilo 844 obyvatel (z toho 432 mužů). Čechů bylo čtrnáct, šest cizinců a ostatní byli německé národnosti. Naprostá většina jich patřila k římskokatolické církvi, pouze šest k evangelické a osm bylo bez vyznání. Podle sčítání lidu z roku 1930 ve vesnici žilo 892 obyvatel, z nichž pouze devatenáct bylo československé národnosti. Ostatní, s výjimkou čtyř cizinců, byli Němci. Kromě jedenácti členů evangelické církve, tří členů církve československé a 29 lidí bez vyznání se hlásili k římskokatolické církvi.
|           | 1869 | 1880 | 1890 | 1900 | 1910 | 1921 | 1930 | 1950 | 1961 | 1970 | 1980 | 1991 | 2001 | 2011 | 2021 |
| --------- | ---- | ---- | ---- | ---- | ---- | ---- | ---- | ---- | ---- | ---- | ---- | ---- | ---- | ---- | ---- |
| Obyvatelé | 439  | 424  | 460  | 553  | 724  | 844  | 892  | 644  | 613  | 501  | 428  | 337  | 378  | 497  | 622  |
| Domy      | 57   | 68   | 73   | 84   | 92   | 93   | 127  | 125  | 119  | 112  | 102  | 109  | 120  | 167  | 215  |

## Obecní správa a politika
Mezi lety 1869–1961 Černovice byly obcí v okrese Chomutov. V letech 1961–1969 patřily jako část obce k Spořicím a od 1. července 1969 jsou opět samostatnou obcí.

### Politika
Dne 22. května 1938 se konaly volby do obecních zastupitelstev. Z rozdělených 601 hlasů v Černovicích získaly 438 hlasů Sudetoněmecká strana a 163 hlasů Německá sociální demokracie.

### Obecní symboly
Dne 25. dubna 2018 bylo schváleno usnesením výboru pro vědu, vzdělání, kulturu, mládež a tělovýchovu udělení znaku a vlajky obce. Znak a vlajka byly obci uděleny rozhodnutím předsedy Poslanecké sněmovny Parlamentu České republiky dne 3. května 2018.

## Pamětihodnosti

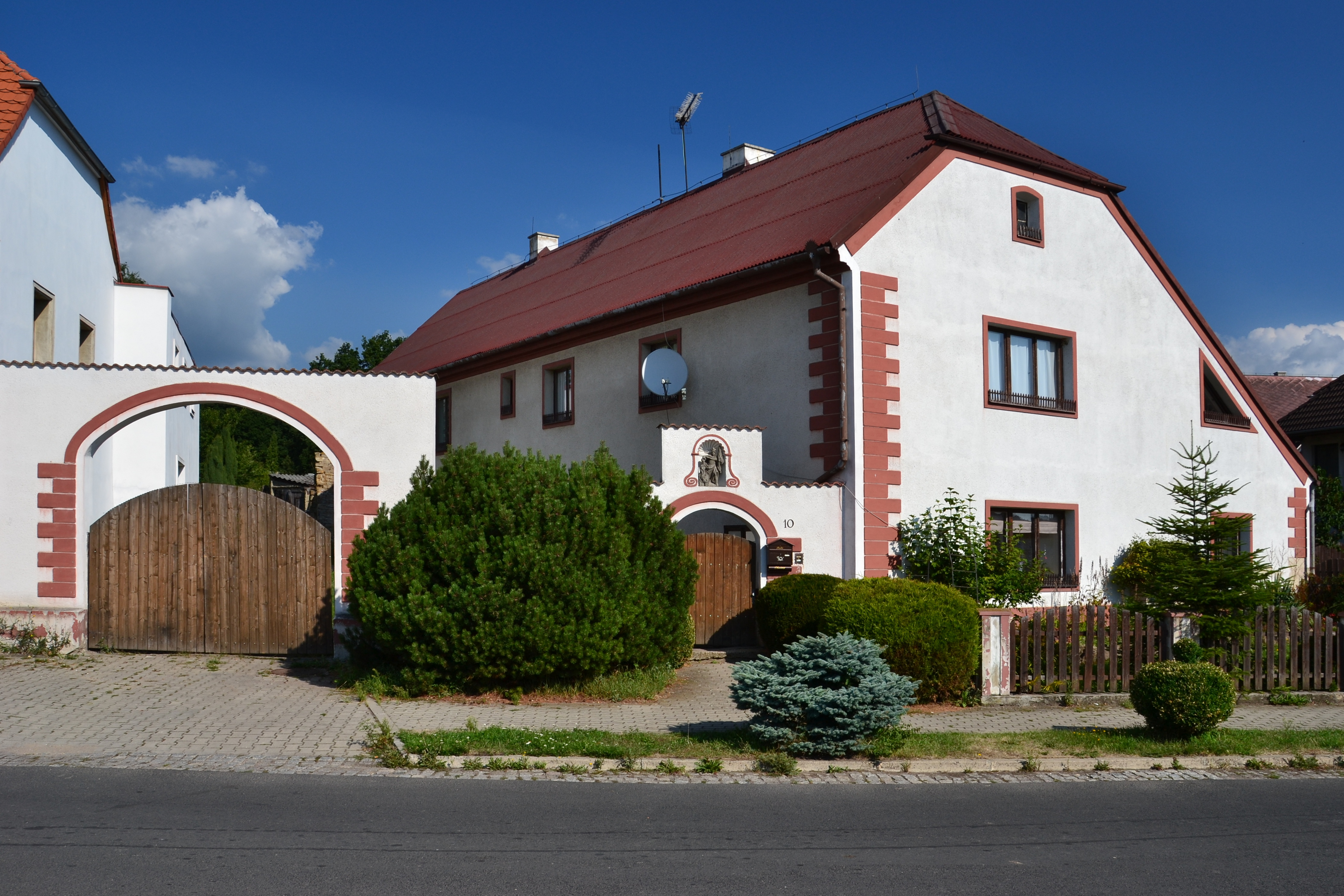
Zemědělská usedlost čp. 10

Památkově chráněný jednopatrový dům čp. 5 byl postaven v polovině sedmnáctého století a v následujících dvou staletích upravován. Má obdélný půdorys. V přízemí je mázhaus zaklenutý valenou klenbou s výsečemi. Ostatní místnosti mají hřebínkové nebo valené klenby a v patře jsou plochostropé. Před domem stojí sloup od U. Engla z roku 1688, který byl v roce 1840 obnoven K. Bertlem a doplněn sochou Panny Marie. Dalšími památkově chráněnými domy jsou čp. 10 a 80. Nad vjezdem do dvora domu čp. 10 je výklenek se sochou svatého Floriána z první poloviny osmnáctého století a ve zdi domu čp. 80 (obecní úřad) je zasazena výklenková kaplička se sochou Krista Trpitele z roku 1696, která pochází z dílny Jana Brokoffa.
V místech křižovatky u pomníku padlým stávala kaple svatého Petra postavená na konci devatenáctého století a uvnitř bývala socha patrona z první poloviny osmnáctého století. Měla čtvercový půdorys a stanovou střechu se sanktusníkem. Druhá kaple zasvěcená Nejsvětější Trojici stávala v areálu firmy Reis Robotics u silnice do Chomutova. V barokním slohu slohu ji postavil Johann Behr v roce 1702. Byla zasvěcená Nejsvětější Trojici. Byla zástupcem edikulové architektury se dvěma sloupy s kompozitními hlavicemi po stranách. Uvnitř měla dva výklenky se sochami svatého Jáchyma a svaté Anny, nad kterými byl reliéf Nejsvětější Trojice a socha svatého Jana Nepomuckého. Zbořena bylo v roce 1968.
Na vrchu Hradiště severně od vesnice se nachází přírodní památka Hradiště u Černovic s pozůstatky pravěkého a raně středověkého černovického hradiště.